# اريك ويلسون (لاعب كرة قدم أمريكية)
اريك ويلسون (بالإنجليزية: Eric Wilson)‏ هو لاعب كرة قدم أمريكية أمريكي، ولد في 17 أكتوبر 1962 في شارلوتسفيل في الولايات المتحدة.

## وصلات خارجية
- أريك ويلسون على موقع مرجع كرة القدم المحترفة.كوم (الإنجليزية)